# Victoria (biograf, Stockholm)

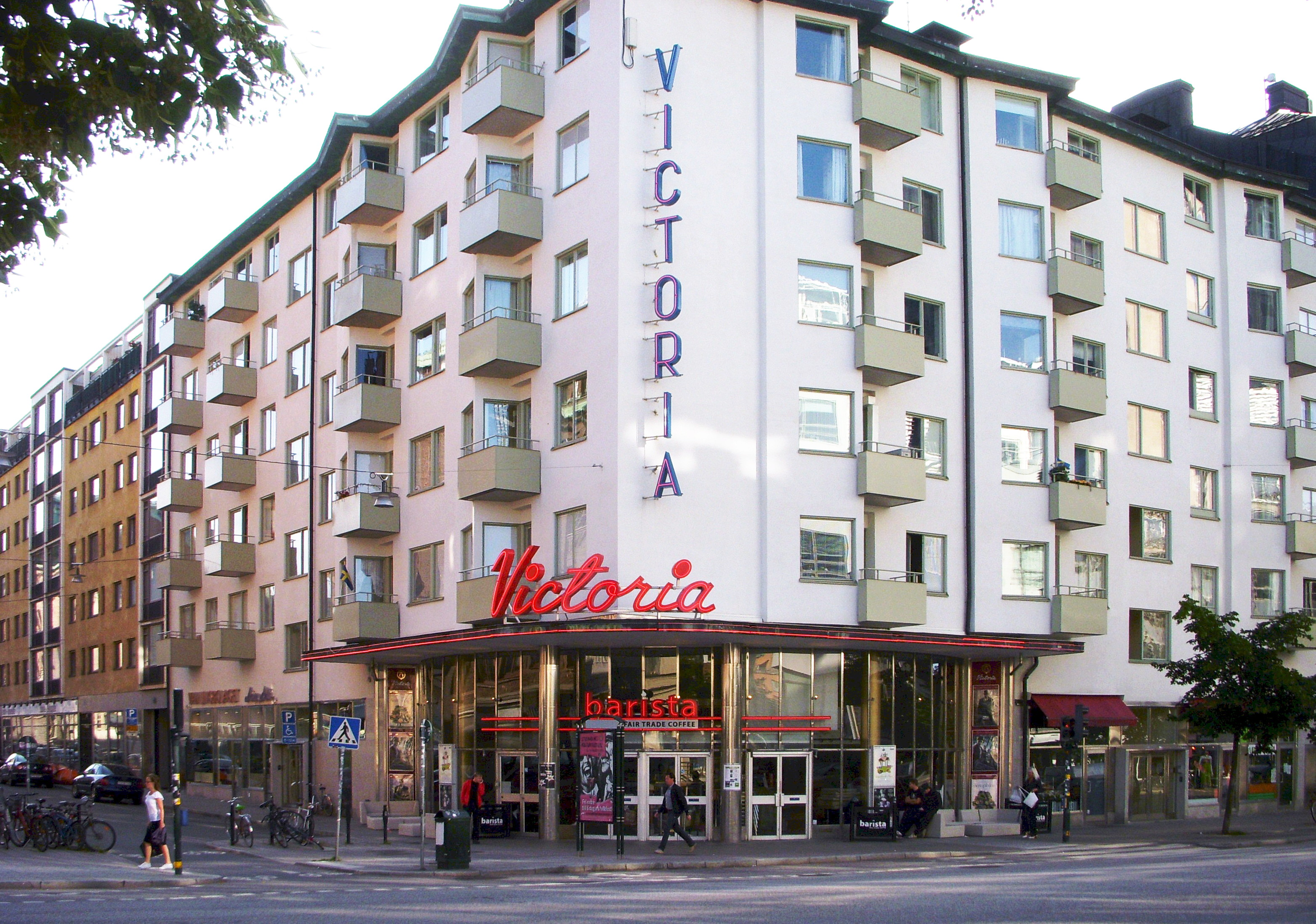
Victoria i augusti 2007.

Victoria  är en biograf på Södermalm  i Stockholm, belägen på hörnet Åsögatan / Götgatan 67. Den första filmen visades den 18 september 1936.

## Historik

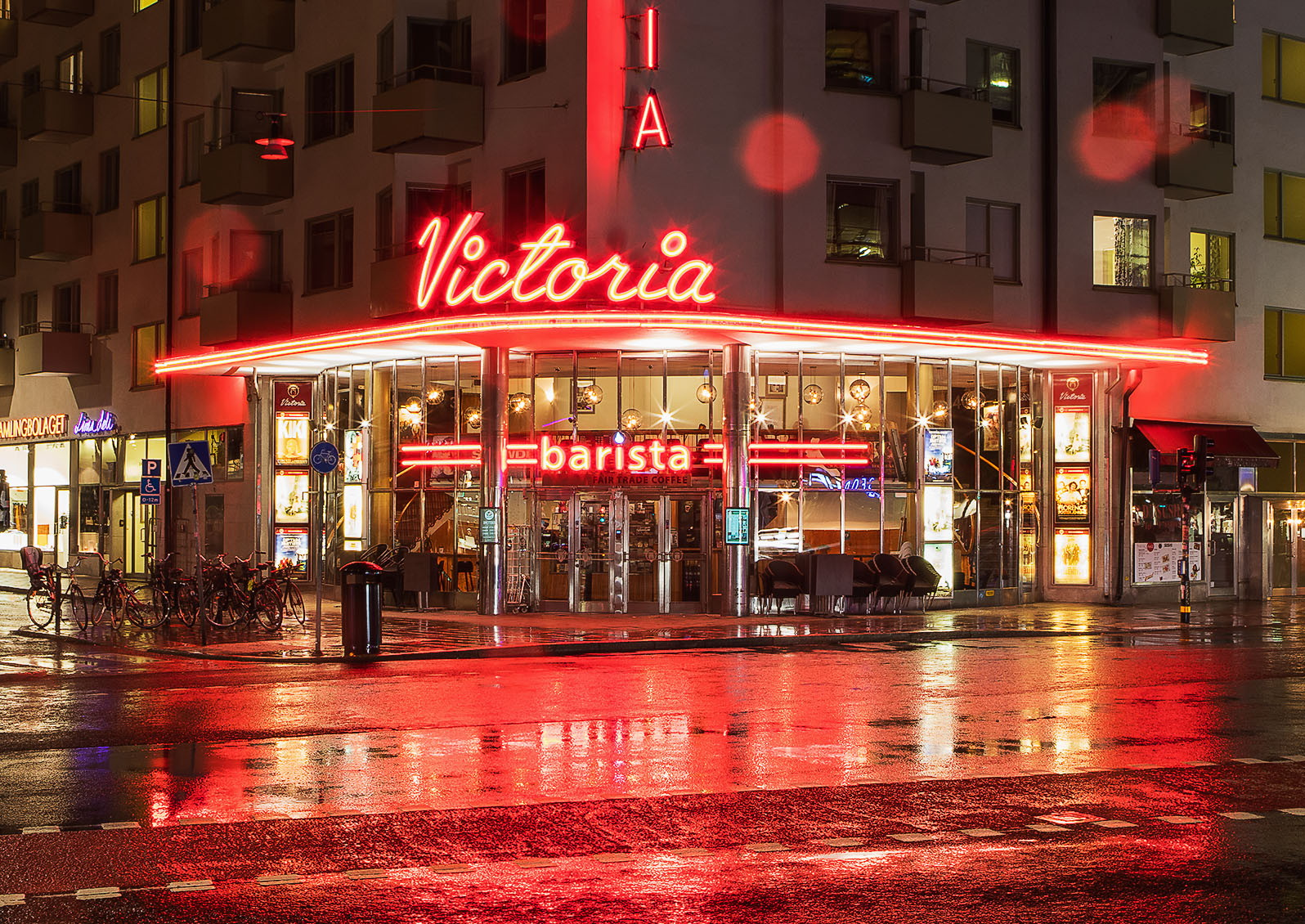
Entrén med tänd neonreklam.

Biografen uppfördes 1936 för Sandrew Film & Teater AB i en nybyggd bostadsfastighet i kvarteret Höken, hörnet Götgatan / Åsögatan. Som arkitekt anlitades Ernst Grönwall som var en av tidens främsta biografarkitekter. Byggmästare för fastigheten var Nils Nessen. Utformningen av den nya biografsalongen var ovanlig, den var äggformad och diagonalställd med filmduken i en spetsen. Väggarna utvidgade sig neråt och golvytan blev därigenom större än takytan, vilket gav god akustik. Salongen hade över 1 000 platser därav 285 på balkongen. Sikten i salongen stördes inte av några pelare, vilket gjordes möjligt med hjälp av en betongbalk med 24 meters spännvidd som bar upp balkongen. För konstruktionen stod Hjalmar Granholm. Den halvcirkelformigt välvda biografentrén är 22 meter vid och fem meter hög och utformades i glas och blank metall. 
Salongsdörrarna med intarsia gjordes utifrån skisser av Rudolf Persson. Dörrarnas motiv är fyra för filmen viktiga funktioner: författaren, regissören, skådespelaren och fotografen.
År 1954 genomfördes en större renovering, bland annat fick Victoria en ny ridå, formgiven av Astrid Sampe.
År 1973 förvandlades Victoria till flersalongsbiograf med fyra salonger: Victoria 1 (174 platser), Victoria 2 (177 platser), Victoria 3 (77 platser) och Victoria 4 (80 platser). 1976 tillkom Victoria 5 med 23 platser. År 2007 togs biografen över av Svenska Bio och har sedan dess genomgått en övergripande renovering som bland annat innefattar nya ljudanläggningar och större dukar. Under sommaren 2010 byggdes undervåningen på biografen om och ytterligare två salonger, Victoria 6 och 7, skapades. Julen 2017 tillkom Victoria 8. I september 2018 hade Victoria åtta salonger med totalt 609 platser.
Under perioden våren 2010 till våren 2017 visade Cinemateket film på Victoria på måndagskvällar.

## Lysande skylt
Victoria klassiska neonreklam nominerades till Lysande skylt 2016. Juryns motivation löd: Götgatans klassiska biograf visar sitt namn med vertikala versaler i röd neon. Ljusskylten Victoria ovanför entrén är mindre och ny, men snarlik originalet från 1936. Ljusarkitektur och kulturarv i skön förening. Victoria pryder sitt Söder sedan 80 år i år.